# Klein Driene
De wijk Klein Driene is een buurt in de Nederlandse gemeente Hengelo (Overijssel). Het hoort bij de Wijk Noord.

## Geschiedenis
Van oorsprong hoorde het grondgebied van "de marke Klein-Driene" toe aan de gemeente Weerselo, dorp Deurningen. In de marke stond van oorsprong een oude markeschool, doch deze is in 1833 gesloten. Door het grondgebied van Klein-Driene (op de plek van de oorspronkelijke markescheiding Klein-Driene/Groot Driene) werd in 1865 de spoorlijn Almelo-Salzbergen aangelegd. In 1890 werd het grondgebied van de "oorspronkelijke" marke Klein-Driene afgestaan door de gemeente Weerselo aan de gemeente Hengelo, ten behoeve van de uitbreidingsdrift van laatstgenoemde stad. In 1955 ving men ook daadwerkelijk aan met de bouwwerkzaamheden.

## Huidige wijk
De wijk ligt ten noorden van de wijk Groot Driene. Het is omsloten door de Beethovenlaan, Oldenzaalsestraat, Pentropsdijk en de spoorlijn Almelo - Salzbergen. De wijk werd kort na de Tweede Wereldoorlog gebouwd, en heeft daardoor het karakter van een typische wederopbouwwijk. De wijk bestaat overwegend uit sociale woningbouw. Sinds 2002 wordt er in een samenwerkingsverband van gemeente en woningcorporaties nagedacht over wijkvernieuwing. In 2006 is een deel van de woningbouw gesloopt en vervangen door grondgebonden woningen. Voor wat betreft de voorzieningen zijn de bewoners grotendeels aangewezen op het winkelcentrum dat in Groot Driene ligt en op de daar aanwezige scholen.
In het zuiden van de wijk ligt het station Hengelo Oost.